# Barb Wire (filme)
Barb Wire (Brasil: Barb Wire - a Justiceira / Portugal: Barb Wire - Bela e Perigosa) é um filme de ação e ficção científica dirigido no ano de 1996 por David Hogan. Baseado numa famosa banda desenhada homônima criada por Chris Warner para a Dark Horse Comics. É estrelado por Pamela Anderson no papel titular, ao lado de Temuera Morrison, Victoria Rowell, Xander Berkeley, Udo Kier, e Steve Railsback. Brad Wyman produziu a partir de um roteiro de Chuck Pfarrer e Ilene Chaiken que é ambientado em 2017, onde os Estados Unidos passam por sua segunda guerra civil. O exército ocupou todo o país, exceto o território neutro de Steel Harbor. Lá, Barb Wire é a dona de bar que reencontra um ex-namorado e passa a liderar a resistência, montada em uma potente motocicleta. Para derrotar seus adversários, ela conta ainda com a ajuda de um xerife oportunista.
O filme geralmente recebeu reações negativas dos críticos e foi uma decepção nas bilheterias, arrecadando apenas US$3,794,000 nos Estados Unidos. The Daily Telegraph definiu o filme como "uma tentativa condenada de transformar os seios de Pamela Anderson em estrelas de cinema". Ele detém 28% de aprovação no Rotten Tomatoes com base em 36 resenhas (10 positivas, 26 negativas), com o consenso afirmando que "Barb Wire poderia ter sido divertido acampamento, mas Pamela Anderson não pode entregar suas falas com qualquer impacto dramático ou comédia". Roger Ebert apontou que o enredo do filme era idêntico ao de Casablanca e ridicularizou as tentativas de sensualidade, mas elogiou a abordagem do elenco e da equipe ao material: "Os cineastas devem ter sabido que não estavam fazendo um bom filme, mas não usaram isso como uma desculpa para ser chato e preguiçoso. Barb Wire tem um alto nível de energia e uma sensação de diversão desordenada". Ele deu ao filme duas estrelas e meia. Owen Gleiberman da Entertainment Weekly também comentou sobre a semelhança com Casablanca, mas ainda disse que o filme está com falta de energia. Ele deu-lhe uma nota C. Barb Wire foi indicado para vários prêmios de Framboesa de Ouro, incluindo Pior Nova Estrela e Pior Atriz de Pamela Anderson, assim como Pior Filme, Pior Roteiro e Pior Música Original.
Uma trilha sonora oficial foi lançada em 1996. A GT Interactive anunciou que publicaria um videogame baseado no filme para o PlayStation, Sega Saturn, PC e Macintosh em janeiro de 1997. O desenvolvedor foi a Cryo Interactive. A jogabilidade era semelhante a Resident Evil, com uma campanha single-player e um modo deathmatch de dois usuários. Nunca foi lançado.

## Sinopse
Na Guerra cívil, Barbara Kopetski (Pamela Anderson) é apanhada por um grupos de neo-nazis. Desta vez, ela transforma-se em: Barb Wire, a heroína mais sexy e perigosa.

## Elenco
- Pamela Anderson como Barbara "Barb Wire" Kopetski
- Temuera Morrison como Axel Hood
- Victoria Rowell como Dr. Corrina "Cora D" Devonshire
- Jack Noseworthy como Charlie Kopetski
- Xander Berkeley como Alexander Willis
- Udo Kier como Curly
- Steve Railsback como Coronel Pryzer
- Andre Rosey Brown como Big Fatso
- Nicholas Worth como Ruben Tentenbaum
- Tony Bill como Foster
- Clint Howard como Schmitz
- Jennifer Banko como Spike
- Joey Sagal como Fred o Bartender
- Tiny 'Zeus' Lister como the Bouncer

No filme, a cintura de Pamela Anderson foi amarrada a 17 polegadas (43 cm). Ela fez algumas de suas próprias cenas de ação, embora o espartilho e os saltos que ela usava tornassem as cenas de luta muito desafiadoras. Durante as filmagens, a atriz descobriu que estava grávida de seu primeiro filho, Brandon Thomas Lee, com o bateirista Tommy Lee, do Motley Crue.

## Prêmios e indicações
| Ano  | Grupo             | Prêmio                                                              | Resultado |
| ---- | ----------------- | ------------------------------------------------------------------- | --------- |
| 1996 | Framboesa de Ouro | Pior Filme                                                          | Indicado  |
| 1996 | Framboesa de Ouro | Pior Atriz (Pamela Anderson)                                        | Indicado  |
| 1996 | Framboesa de Ouro | Pior Casal da Tela ("Melhorias Impressionantes" de Pamela Anderson) | Indicado  |
| 1996 | Framboesa de Ouro | Pior Roteiro (Chuck Pfarrer e Ilene Chaiken)                        | Indicado  |
| 1996 | Framboesa de Ouro | Pior Nova Estrela (Pamela Anderson)                                 | Venceu    |
| 1996 | Framboesa de Ouro | Pior Canção "Original" ("Welcome to Planet Boom!", de Tommy Lee)    | Indicado  |
| 1997 | MTV Movie Awards  | Melhor Luta (Pamela Anderson/Steve Railsback)                       | Indicado  |